# Alstonia mairei
Alstonia mairei är en oleanderväxtart som beskrevs av Hector Léveillé.
Alstonia mairei ingår i släktet Alstonia och familjen oleanderväxter. Inga underarter finns listade i Catalogue of Life.